# 芬兰瑞典族议会
芬兰瑞典族议会（瑞典語：Svenska Finlands folkting，简称为）是代表芬兰瑞典族的一个官方咨询性质的机构。该议会的法律基础是2003年通过的一项法律。该议会参与芬兰的立法事务，并为各政府部门提供涉及芬兰瑞典族的意见。

## 目的
该议会为有关芬兰瑞典族的议题提供政治讨论的论坛，同时也是一个代表芬兰瑞典族的利益集团。它参加有关芬兰瑞典族人口方面的研究，以及为大众发表提供有关芬兰瑞典族的信息。

## 选举
该议会每四年选举一次，参选人员的母语须为瑞典语或瑞芬双语，并由各个政党提名。该议会有75个席位，其中70个席位是根据市镇议会选举的结果来决定，剩下5个席位由奥兰议会来任命。